# Autostrada A17 (Italia)
L'autostrada A17 era il nome del tronco autostradale italiano tra Napoli e Bari, utilizzato dalla sua apertura nel 1969 sino all'inaugurazione della tratta Lanciano-Canosa dell'autostrada A14 nel 1973; quest'ultima denominazione fu estesa anche alla tratta Canosa-Bari della A17.
Mai chiarito è, altresì, il motivo per cui il rimanente tratto della A17 tra Napoli e Canosa fu rinumerato in A16, benché da fonti mai confermate nacque la leggenda metropolitana che, data l'alta sinistrosità del tracciato, l'autostrada fosse stata rinumerata per evitare il riferimento al numero 17, ritenuto foriero di cattiva sorte.
Fino ad allora la numerazione A16 era utilizzata dal tratto autostradale che univa Roma a Civitavecchia il quale assunse, in conseguenza di ciò, la nuova numerazione A12.
La denominazione A17 non fu più utilizzata per alcun tronco autostradale italiano.

## Date di apertura
- 2 gennaio 1966 Napoli-Baiano[5]
- 4 aprile 1966 Canosa-Bari Zona Industriale[6]
- 22 dicembre 1966 Baiano-Avellino Sud[7]
- 24 dicembre 1966 innesto provvisorio SP San Ferdinando-Canosa[8]
- 25 novembre 1968 Bari Zona Industriale - Bari (circonvallazione)[9]
- 11 dicembre 1969 Avellino-Canosa[10]